# It's On (Dr. Dre) 187um Killa
It's On (Dr. Dre) 187um Killa er et album af Eazy-E udgivet i 1993 af Ruthless Records. Albummet indeholder otte sange og ca. 37 min langt.

## Spor
1. "Exxtra Special Thankz"
2. "Real Muthaphuckkin G's"
3. "Any Last Werdz"
4. "Still A Nigga"
5. "Gimmie That Nutt"
6. "It's On"
7. "Boyz N Tha Hood (G-Mix)"
8. "Down 2 Tha Last Roach"